# لبنان عشق من
لبنان عشق من فیلمی به کارگردانی و نویسندگی حسن کاربخش ساختهٔ سال ۱۳۷۴ است.

## خلاصه داستان
ماری (لورت حنینو) دختری فرانسوی، از طرف صلیب سرخ فرانسه برای کمک به مجروحان جنگ اسرائیل و لبنان مأمور می‌شود. او و همکارانش پس از قتل‌عام عده‌ای از مردم لبنان، عده‌ای کودک بی‌سرپرست را در آمبولانسی جمع می‌کنند. اما قبل از آن‌که به مکان امنی برسند، اتفاقات به صورتی دیگر رقم می‌خورد.

## بازیگران
- لورت جنینو
- مجدی مشمشی
- حسن حمدان
- علی طاهان
- برنادت صدیب
- عایده ناصر
- رائف فتونی
- شادی حداد
- حسین تبریزی
- کمیل فرحات
- فاطمه دقیق
- علی شقیر
- شریف ایتاوی
- علی حیدراحمد
- علی صبرا
- علی عقاد
- سالم عبود